# 3-Butin-2-ol
3-Butin-2-ol ist eine chemische Verbindung aus der Gruppe der Alkohole mit einer zusätzlichen C≡C-Dreifachbindung.

## Isomerie
3-Butin-2-ol ist eine chirale Verbindung mit einem Stereozentrum am C2-Atom. Folglich existieren die zwei enantiomeren Formen (R)-3-Butin-2-ol und (S)-3-Butin-2-ol.
| Stereoisomere von 3-Butin-2-ol |                     |                  |
| Name                           | (R)-3-Butin-2-ol    | (S)-3-Butin-2-ol |
| Andere Namen                   | (+)-3-Butin-2-ol    | (−)-3-Butin-2-ol |
| Strukturformel                 |                     |                  |
| CAS-Nummer                     | 42969-65-3          | 2914-69-4        |
| CAS-Nummer                     | 2028-63-9 (unspez.) |                  |
| PubChem                        | 638102              | 6995470          |
| PubChem                        | 16239 (unspez.)     |                  |
| Wikidata                       | Q64027325           | Q64027328        |
| Wikidata                       | Q25385768 (unspez.) |                  |

## Gewinnung und Darstellung
3-Butin-2-ol kann durch Reduktion von Derivaten von 3-Butin-2-on gewonnen werden. In enantiomerenreiner Form kann die (R)-Form durch enzymatische Reduktion von Trimethylsilyl-3-butin-2-on mit Lactobacillus brevis alcoholdehydrogenase und die (S)-Form durch enzymatische Reduktion von Silyldimethylphenyl-3-butin-2-on mit Candida parapsilosis carbonylreductase.

## Eigenschaften
3-Butin-2-ol ist ein farblose Flüssigkeit, die sehr gut löslich in Wasser und Ethanol ist.

## Verwendung
3-Butin-2-ol ist ein wichtiger Rohstoff der pharmazeutischen Industrie. Er wird zur Synthese anderer chemischer Verbindungen wie zum Beispiel Alkaloiden, Steroiden, Prostaglandinen und Monoterpen-Riechstoffen verwendet.